# Station Göteborg-Centraal
Göteborg Centraal (Göteborgs centralstation) is het belangrijkste station van het openbaar vervoer in de stad Göteborg. Hiervandaan vertrekken vele treinen naar de rest van Zweden. Het station is een kopstation en heeft 16 sporen.
Het station werd in 1858 ontworpen door Adolf Wilhelm Edelsvärd (1824-1919) en werd officieel op 4 oktober 1858 geopend, maar het gebouw is meerdere malen vernieuwd. Hiervandaan vertrokken ook meer dan 1 miljoen Zweedse emigranten met de boot naar Noord-Amerika.
Naast het station ligt Nordstan, het grootste overdekte winkelcentrum van Scandinavië.
Een deel van dit station werd omgebouwd tot busstation en vernoemd naar een van de spoorwegpioniers in Zweden, Nils Ericson (1802-1870). De Nils Ericson Terminal is sinds 1996 in gebruik voor langeafstandsbussen.